# Дирфьёдль
Дирфьёдль (исл. Dyrfjöll; слушатьо файле) — горный хребет вулканического происхождения на востоке Исландии. Дирфьёдль часто называют «северной окраиной Восточной Исландии». Первое восхождение на Дирфьёдль произошло около 1900 года.

## Этимология

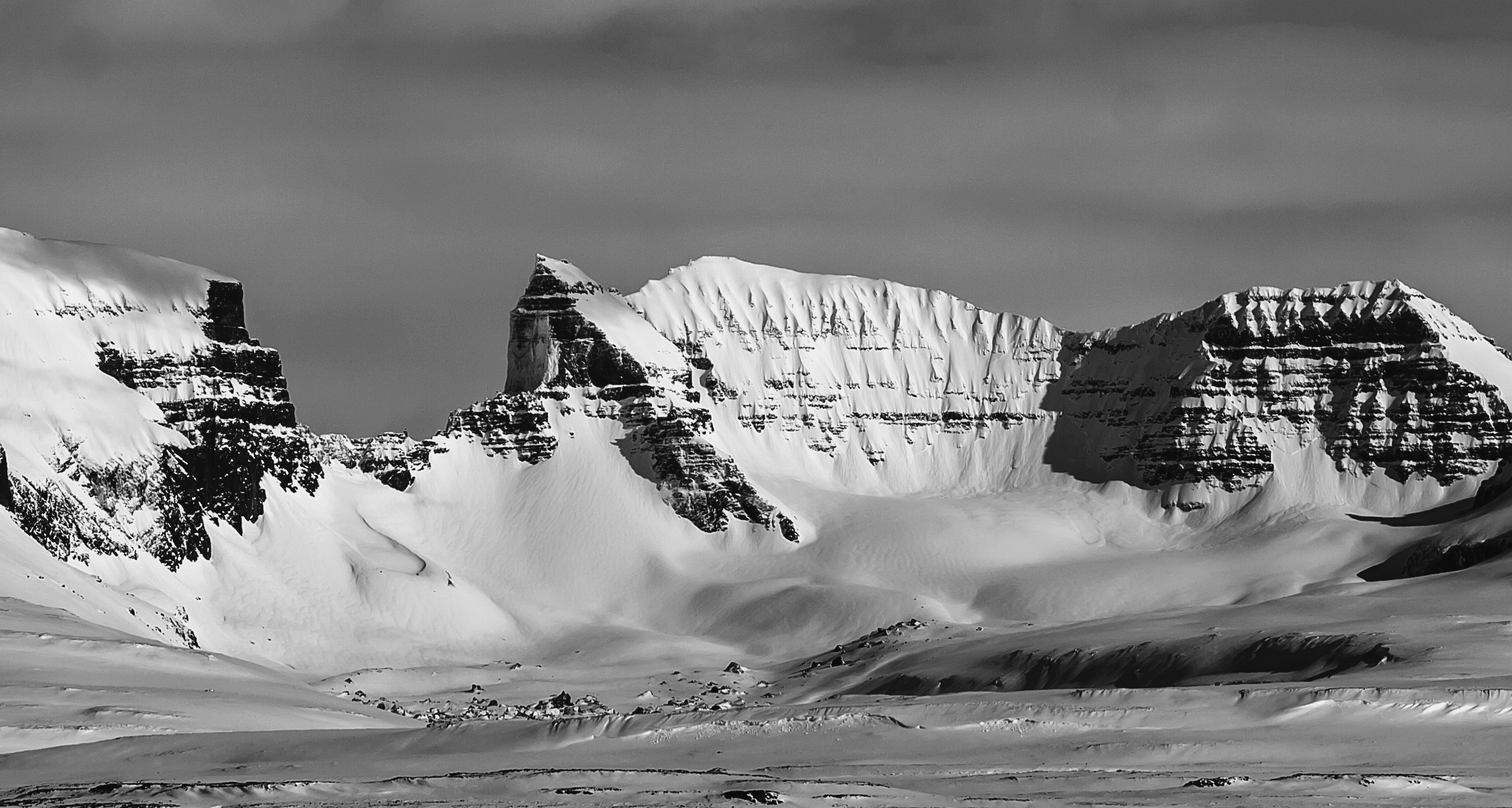
Проём в хребте Дирфьёдль

Буквально с исландского Дирфьёдль означает "горы дверного проёма", так как хребет был назван в честь напоминающего дверной проём перевала в центральной части горного массива, который делит его на две части.

## Физико-географическая характеристика
Дирфьёдль расположен к западу от Боргар-фьорда (Эйстфирдир). Средняя высота хребта составляет 856 метров, а самая высокая вершина хребта — пик Итра-Дирфьядль имеет высоту 1136 метров над уровнем моря.  
Хребет имеет характер почти непрерывной цепи, но в центральной части прерывается глубоким разрезом под названием Дир (исл. Dyr, дословно — «дверной проём»), который делит Дирфьёдль на две части. Дно Дира в верхней части постоянно покрыто льдом. Почти на всем протяжении к хребту примыкает ряд ущелий, в большинстве случаев ледникового происхождения, замкнутых с трех сторон высотами хребта и его отрогами, а с другой — выходящих в долины небольших рек. На северная стороне Дирфьёдля, выходящяя в сторону реки Лагарфльоут, более пологая и характеризуется многочисленными оползневыми структурами, вызваными ледниковой эрозией во время последнего ледникового периода
Дирфьёдль является одним из старейших горных хребтов Исландии и образовался в ходе вулканической деятельности около 12 миллионов лет назад.

## Геологическое строение
Центральный вулкан Дирфьёдля возник в миоцене и сложен из различных, четко разграниченных слоев образовавшихся в различные периоды его активности. Первый, самый древний период активности древнего щитовидного вулкана характеризуется сплошным базальтовым слоем, хорошо прослеживаемым в нижней части ущелий и крутых эрозионных склонов, круто спадающих в море на южной стороне хребта. Следующий период активности характеризуют интрузионные породы с высоким содержанием диоксида кремния, в частности риолиты стекловатая, порфировой структуры с включением обсидиана. В некоторых местах, таких как ущелье Хваннагиль, пласты риолита достигают толщины 200 м. Местами в риолитовой толще обнаруживаются сплошные пласты игнимбрита и каменного угля. 
Во время третьей активной фазы вулкана происходило в основном извержение базальта, внутри слоя которого встречаются эффузивные купола андезита и массивные интрузии дацита.
На четвертой фазе большое взрывное извержение создало небольшую кальдеру в том месте, где сегодня находится Дирфьёдль. Взрыв в основном отразился на толстых слоях риолита, которые были разрушены. Сохранилась лишь небольшая часть сплошных риолитовых отложений древнего вулкана на горе Тиндфедль к югу от Дирфьёдля. После обрушения магматического очага на дне кальдеры образовалось озеро. 
В ходе пятой, заключительной фазы активности, около 3 миллионов лет назад произошёл ряд подводных извержений в заполненой водой кальдере, в ходе которых образовался нанешний хребет Дирфьёдль, состоящий в основном из палагонита (продукт взаимодействия базальтового расплава с водой) и подушечной лавы.
Затем в ходе ледниковой экзарации во время последнего ледникового периода льдом был снят слой вулканических пород толщиной до 1 км, что сформировало своеобразный рельеф и обнажило многочисленные магматические очаги и малоглубинные интрузии.

## Туризм
Первое зарегистрированное восхождение на хребет Дирфьёдль, на пик Дирфьядльстиндюр высотой 1025 м, было совершено группой норвежских альпинистов в 1900 году. Самая высокая вершина хребта — пик Итра-Дирфьядль высотой 1136 метров, была покорена в сентябре 1952 года Йоуном Сигюрдссоном и Сигмаром Ингварссоном — жителями близлежащего поселения Баккагерди. 
На северной стороне Дирфьёдль внимание туристов привлекают Стоурюрд (исл. Stórurð), представляющий собой след грандиозного оползня протяженностью около 5 км, произошедшего во время ледникового периода. Самые большие валуны имеют размер большого дома.К Стоурюрду ведут многочисленные пешеходные маршруты, что негативно влияет на хрупкую экосистему этого региона, поэтому исландское Агентство по охране окружающей среды планирует взять данную территорию под защиту

## Галерея

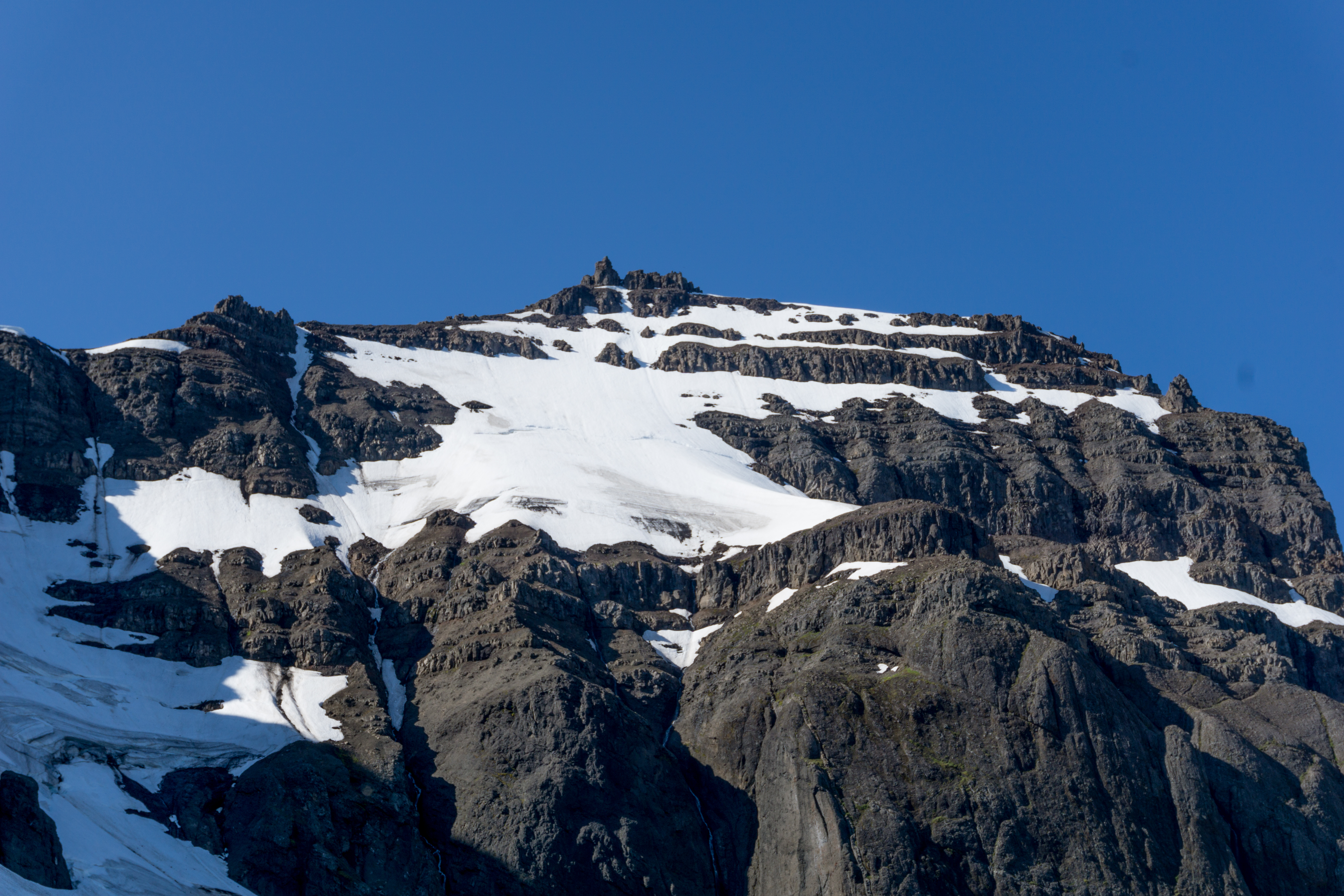
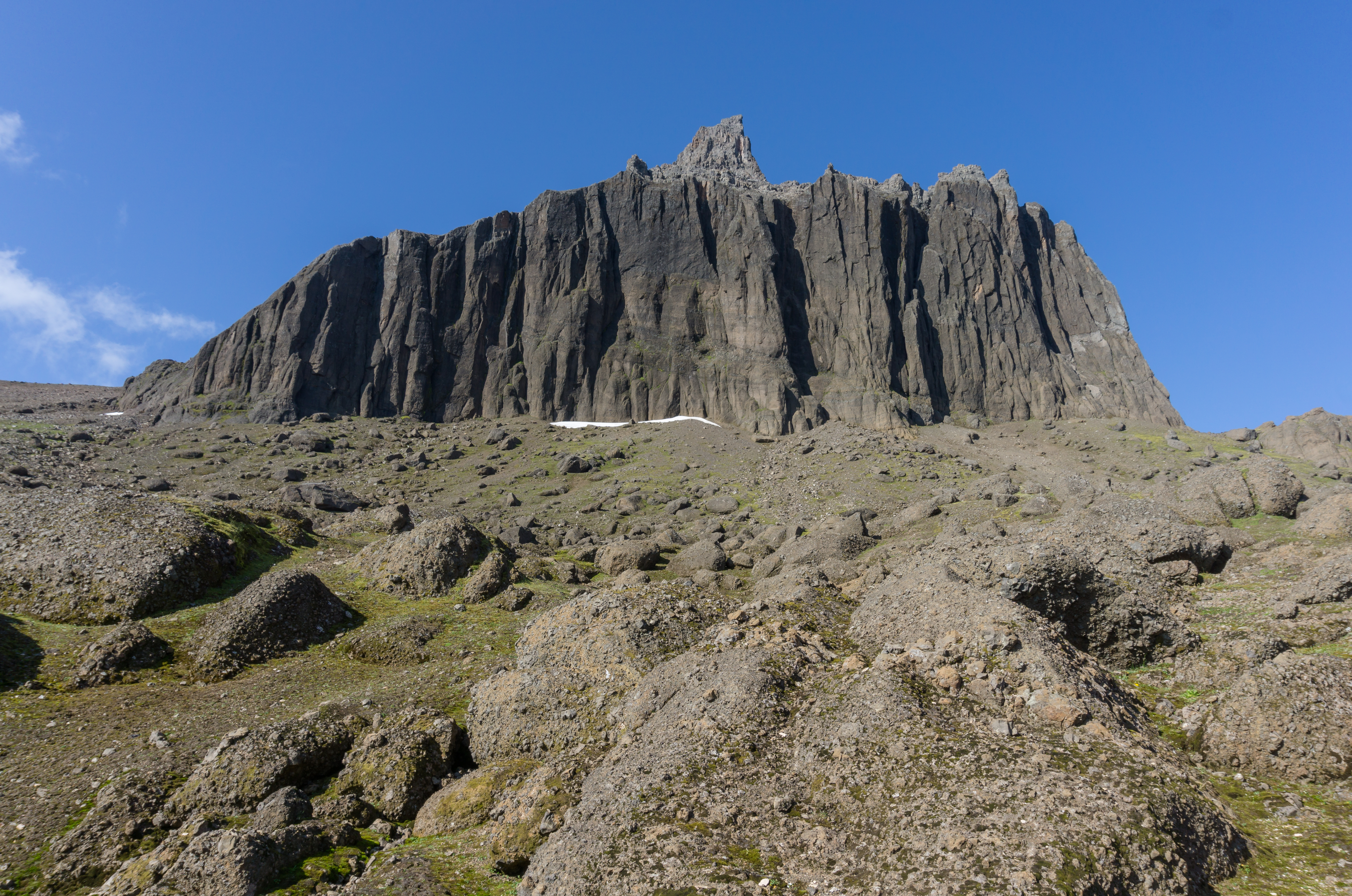
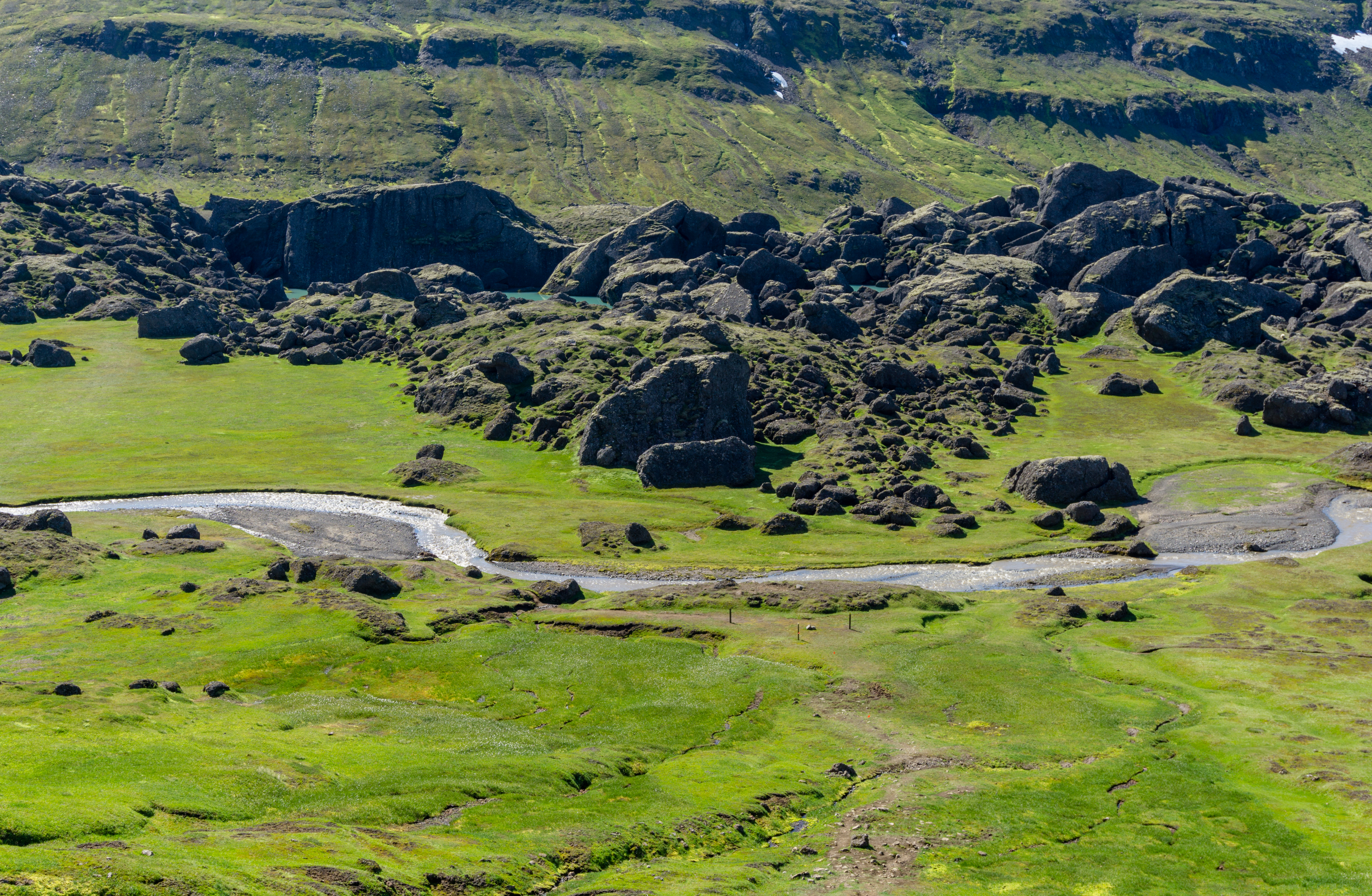
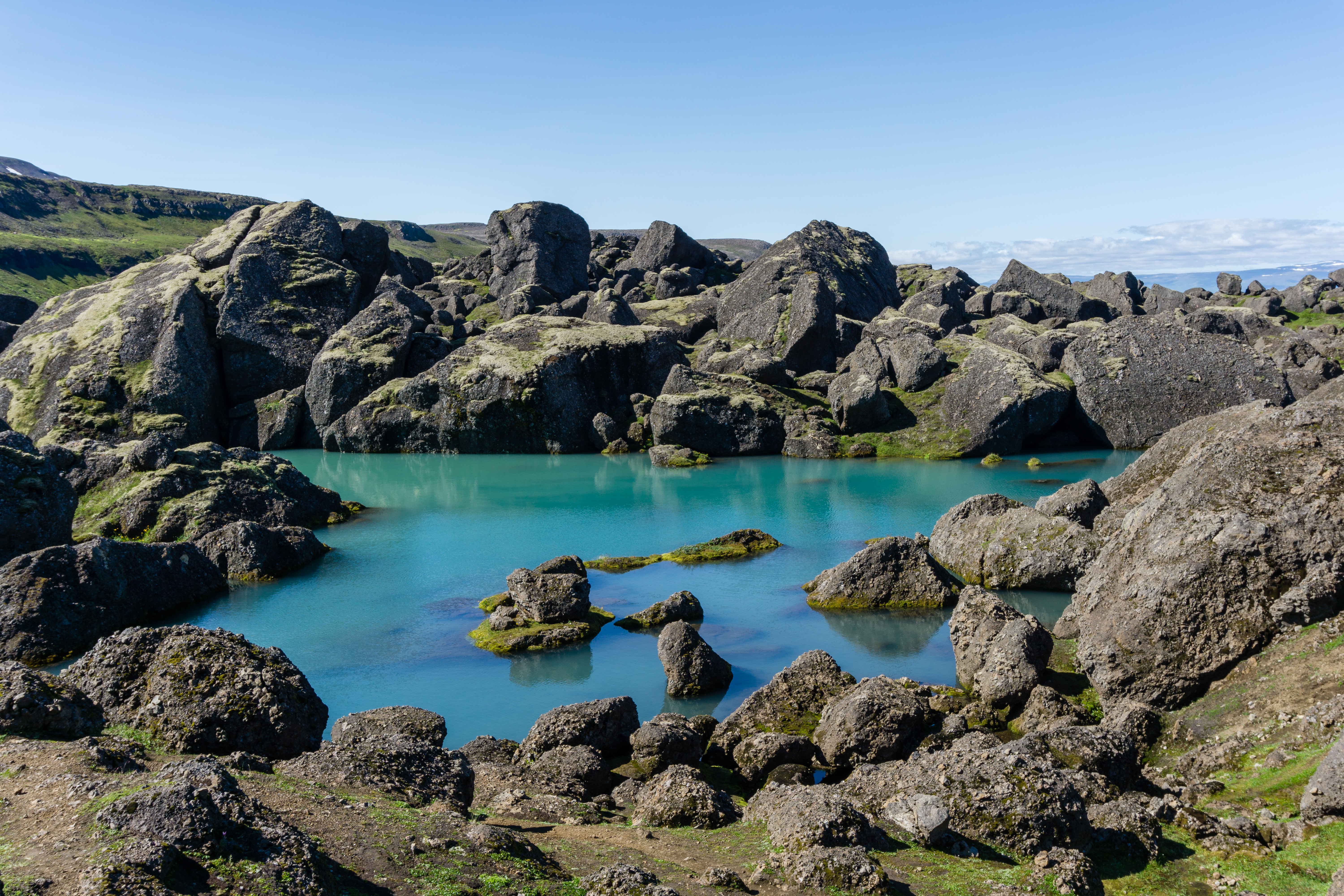
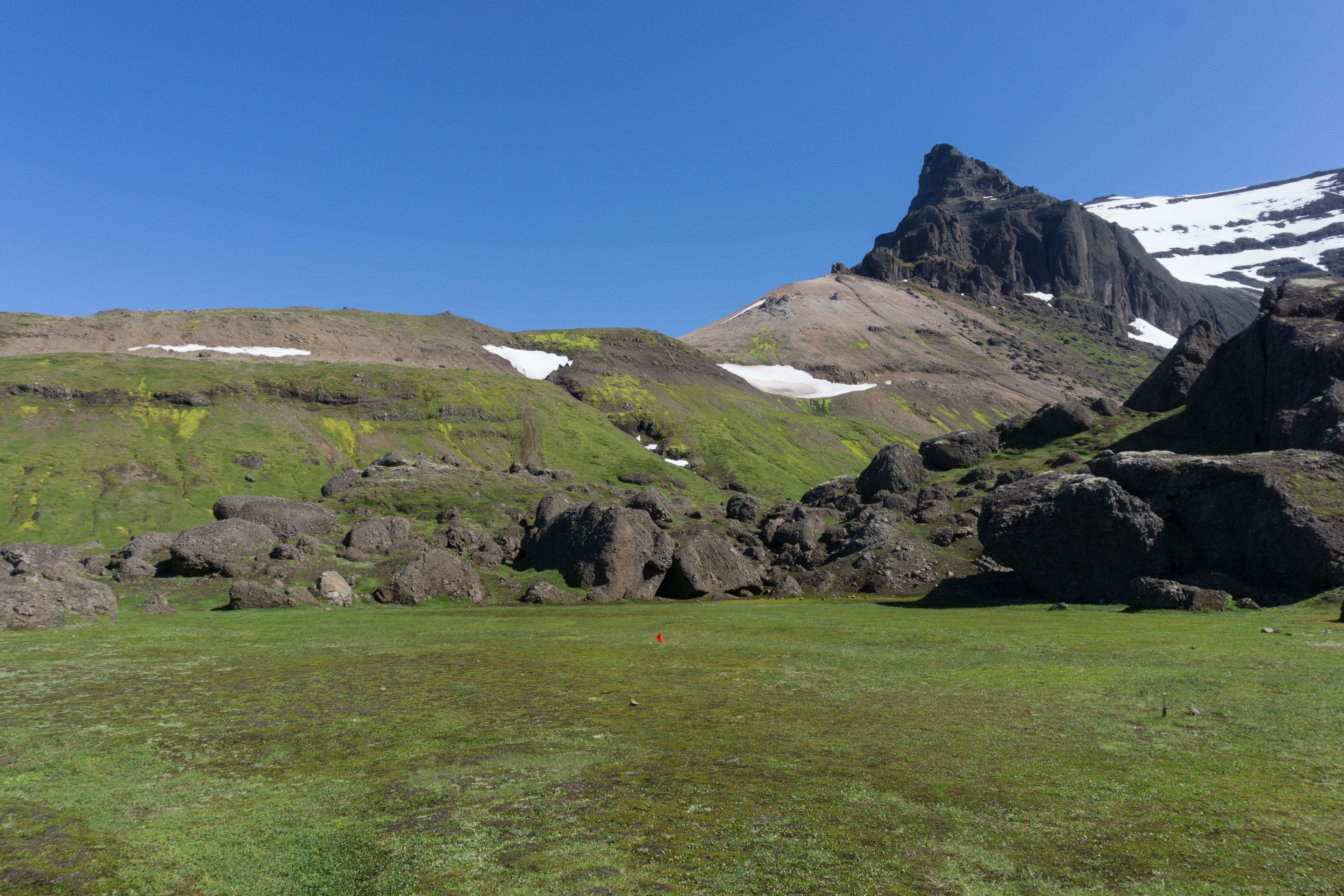
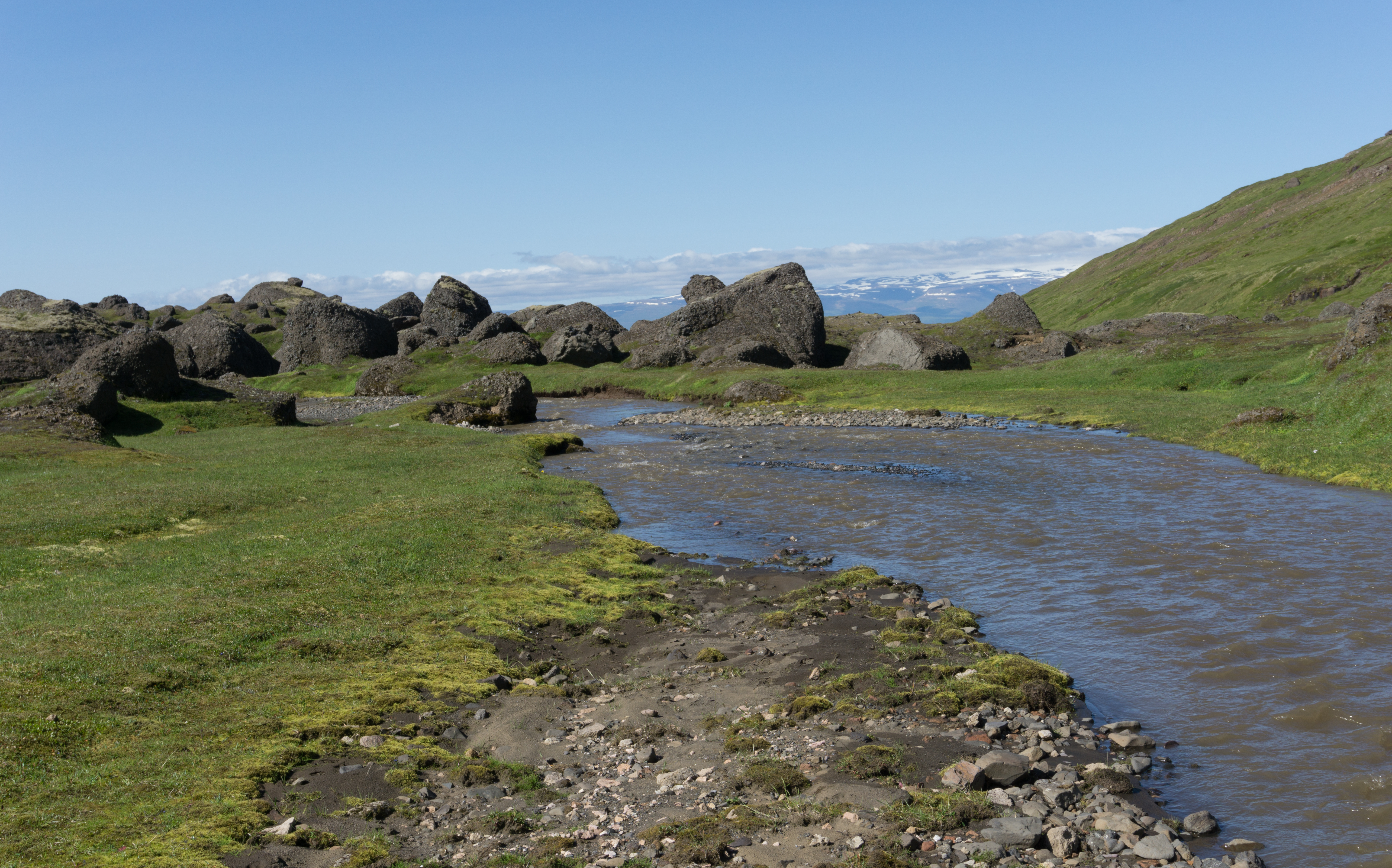